# Puccinellia macranthera
Puccinellia macranthera är en gräsart som först beskrevs av Lev Melkhisedekovich Kreczetowicz, och fick sitt nu gällande namn av Nils Tycho Norlindh. Puccinellia macranthera ingår i släktet saltgrässläktet, och familjen gräs. Inga underarter finns listade i Catalogue of Life.